# Picardiemolen
De Picardiemolen, ook wel Roffartsmolen genoemd, is een verdwenen watermolen in de Nederlandse plaats Venlo. De molen werd gebruikt als koren-, olie- en trasmolen.
De molen is in de 14e eeuw gebouwd en lag op het einde van de Picardie, bij de stadsmuur en aan de Panhuismolenbeek. In 1434 verkocht Jan Vinck de molen aan zijn schoonzoon Gerard Roffart, naar wie de molen genoemd zou worden.
In 1691 kregen de Huisarmen de molen in bezit. De provisoren van de Huisarmen verpachtten in 1705 de molen aan Geurt Heurkens.
In 1823 was de Roffartsmolen een oliemolen, maar in 1828 verzocht de eigenaar om een trasmolen te mogen beginnen.
In 1883 is de molen afgebrand. Op dat moment was zoudzieder Alex Goossens de eigenaar.
Benders Molen · Bovenste Molen · Distelmolen · Geërfdenmolen · Molen van Geurts · Goofersmolen · Goossensmolentje · Hellmolen · Holtmeule · Italiëmolen · Jansens Standerdmolen · Laaghuismolen · Lohofsmolen · Maagdenbergsmolen · Maalbekermolen · Molen van het Aldt Huys · De Meule · Munnikemolen · Oliemolen · Onderste Molen · Ottenmolen · Panhuismolen · Patersmolen · Peetersmolen · Picardiemolen · Polvermolen · Sint-Antoniusmolen · Spanjaertsmolen · Stadsmolen · Molen van Van der Steen · Rijstpelmolen Van Dinteren · Rosmolen Verzijl · Villegerveldsmolen · Watermeule · Watermolen Lomm · Weizemolen · Wymarse Molen